# Pleșcuța (gmina)
Pleșcuța – gmina w Rumunii, w okręgu Arad. Obejmuje miejscowości Aciuța, Budești, Dumbrava, Gura Văii, Pleșcuța, Rostoci i Tălagiu. W 2011 roku liczyła 1219 mieszkańców.